# Rakařka
Rakařka je zaniklá usedlost v Praze 6-Dejvicích v Šáreckém údolí.

## Historie
V místech Rakařky se v 16. století rozkládaly dvě samostatné vinice, které se nazývaly po svém majiteli - Edlmanka (15 strychů) a Maxmiliánka (17 strychů), na níž byl koncem 17. století zmiňován lis s příslušenstvím.
Roku 1713 Maxmiliánku vlastnil staroměstský měšťan Jakub Suchý a o pět let později jeho vdova sousední Edlmanku přikoupila. Francouzské obléhání Prahy ve 40. letech 18. století vinice i stavby poškodilo a jejich cena klesla. Pravděpodobně jako následek této války vinice kolem poloviny 18. století zanikly a usedlost se stala hospodářskou. Koncem 18. století je zde uváděn dům a 10 jiter pozemků.
Název Rakařka se poprvé zmiňuje roku 1805 a roku 1840 je uváděna rozloha 11 jiter. Koncem 19. století začal majitel odprodávat pozemky na výstavbu a zakládání ovocných sadů.
Roku 1935 bylo severně od domu postaveno koupaliště.
Zánik
Po roce 1989 hygienici koupaliště zavřeli. Stát roku 2001 rozhodl areál odprodat v privatizaci. Zázemí plovárny v té době sloužilo jako ubytovna. V roce 2015 jej koupila společnost ruského obchodníka Alexeje Zacharova, která koncem roku 2018 Rakařku zbořila.